# Franco Pastorino
Pour les articles homonymes, voir Pastorino.
Franco Pastorino est un acteur italien, né le 25 décembre 1933 à Milan et mort le 12 juillet 1959 à Milan.

## Biographie
Passionné de théâtre dès son plus jeune âge, il débute dans la compagnie théâtrale d'Ernesto Calindri puis travaille de 1953 à 1956 dans plusieurs compagnies italiennes célèbres, dont celles de Vittorio Gassman ou encore Luchino Visconti. À cette époque, il participe à la RAI à plusieurs comédies et des pièces radiophoniques.
Ses débuts au cinéma remontent à 1951. Ses talents dramatiques le font remarquer par des réalisateurs de renom. Roberto Rossellini lui confie le rôle principal dans son épisode Napoli 1943 du film Amours d'une moitié de siècle. En 1951, il tourne Totò terzo uomo aux côtés de Totò, qu'il retrouve en 1954 pour Misère et Noblesse en compagnie de Sophia Loren.
En France, il est surtout connu pour son rôle de Paolo, l'ami de Nini, dans le French Cancan de Jean Renoir en 1955.
Il meurt très jeune d'une péritonite, à seulement 25 ans.

## Filmographie
- 1951 : Totò terzo uomo de Mario Mattoli
- 1951 : Core 'ngrato de Guido Brignone
- 1952 : La Fille du diable (La figlia del diavolo) de Primo Zeglio
- 1952 : Tormento del passato de Mario Bonnard
- 1952 : Lo sai che i papaveri de Vittorio Metz
- 1952 : Una croce senza nome de Tullio Covaz
- 1953 : Ivan, il figlio del diavolo bianco de Guido Brignone
- 1954 : Misère et Noblesse de Mario Mattoli
- 1954 : Amours d'une moitié de siècle de Roberto Rossellini
- 1954 : La campana di San Giusto de Mario Amendola
- 1954 : Trieste cantico d'amore de Max Calandri
- 1955 : French Cancan de Jean Renoir
- 1956 : Porta un bacione a Firenze de Camillo Mastrocinque
- 1958 : Sergente d'ispezione de Roberto Savarese